# Óscar Jaenada
Óscar Jaenada (Esplugues de Llobregat, 4 mei 1975) is een Spaans acteur van Roma-afkomst.
Sinds hij in 1999 debuteerde, speelde hij een rol in meer dan 40 langspeelfilms. Hij vertolkte de rol van Carlos "Cougar" Alvarez in The Losers uit 2010 en speelde een heldenrol als chauffeur Carlos in de film The Shallows van Jaume Collet-Serra uit 2016. In 2018 speelde hij 'the Gipsy' in The Man Who Killed Don Quixote. 

## Filmografie (selectie)
- 2008 - Che - Guerrilla
- 2010 - The Losers
- 2012 - The Cold Light of Day
- 2016 - The Shallows
- 2017 - Snatched
- 2017 - Oro
- 2018 - The Man Who Killed Don Quixote
- 2019 - Rambo: Last Blood

- Biblioteca Nacional de España: XX1736374
- Bibliothèque nationale de France: cb16209710r (data)
- Gemeinsame Normdatei: 1024757714
- International Standard Name Identifier: 0000 0001 1488 2794
- Library of Congress Control Number: no2007011899
- Nationale Bibliotheek van Israël: 987007408959105171
- Istituto Centrale per il Catalogo Unico: UFEV383849
- Système universitaire de documentation: 170314421
- Virtual International Authority File: 16993599
- WorldCat: E39PBJt3YVxywrVQd4vvVdjwG3